# Cephonodes cunninghami
Cephonodes cunninghami är en fjärilsart som beskrevs av Walker 1856. Cephonodes cunninghami ingår i släktet Cephonodes och familjen svärmare. Inga underarter finns listade i Catalogue of Life.